# Ryszard Korzeniewski
Ryszard Korzeniowski (ur. 2 lipca 1946 w Ziębach) – polski strażak, nadbrygadier, komendant główny Państwowej Straży Pożarnej w 1997.

## Życiorys
11 listopada 1996 został mianowany na stopień nadbrygadiera. Od 3 stycznia do 30 września 1997 był komendantem głównym Państwowej Straży Pożarnej. W tym czasie doszło do tzw. powodzi tysiąclecia i komendant podał się do dymisjize względu na stan zdrowia. Wcześniej był między innymi komendantem wojewódzkim Państwowej Straży Pożarnej w Koszalinie.